# Stella di fuoco
Stella di fuoco (Flaming Star) è un film western del 1960 diretto da Don Siegel, con protagonista Elvis Presley.
La sceneggiatura del film è basata sul romanzo Flaming Lance (1958) di Clair Huffaker. È generalmente considerato uno dei migliori film di Presley che qui dà la sua migliore prova di attore interpretando la parte del mezzosangue Pacer Burton in un ruolo drammatico.

## Trama
Pacer Burton è un mezzosangue di madre pellerossa e padre bianco. Vive con la sua famiglia, incluso il fratellastro Clint, in una casa nel Texas di frontiera. La vita scorre tranquilla fino a quando una sommossa degli indiani scatena i sentimenti razzisti di coloro che si erano mostrati amici e tolleranti. Quando la madre viene uccisa da un bianco, Pacer si schiera con i pellerossa compiendo con loro scorribande nelle fattorie dei bianchi che fino ad allora aveva considerato il suo popolo. A sua insaputa viene però attaccata dagli indiani anche la sua fattoria dove viene ferito suo fratello Clint e rimane ucciso il padre. Pacer si opporrà agli indiani e verrà per questo trucidato.

## Produzione
Il soggetto di Stella di fuoco circolava a Hollywood sin dal 1958, quando nel 1960 la 20th Century Fox finalmente si decise a scritturare Presley come protagonista. Originariamente per la parte dei fratelli di Pacer si era pensato anche a Frank Sinatra e a Marlon Brando, al quale all'inizio era stata offerta anche la parte del protagonista. In origine il titolo del film doveva essere Black Star (Stella nera) e Presley aveva già inciso anche la canzone del titolo; dovette quindi reincidere il brano dicendo "Flaming" al posto di "Black". L'incisione originale è stata scoperta solamente nel 1991.
Barbara Steele, attrice inglese originariamente scritturata per la parte della ragazza di Pacer, venne rimpiazzata da Barbara Eden dopo che i dirigenti dello studio decisero che l'accento britannico della Steele era troppo pronunciato e non si addiceva al personaggio.
Originariamente, Elvis aveva un terzo numero musicale nel film, Summer Kisses Winter Tears. La canzone fu tagliata dopo un'anteprima in cui la maggior parte del pubblico scoppiava a ridere durante la scena (Elvis cantava agli indiani Kiowa seduti attorno ad un falò, accompagnato dal capotribù che picchiava sui tamburi di guerra).
Il film venne fatto uscire solo un mese dopo Cafè Europa ma non ne replicò il successo fallendo la scalata al botteghino.
Foto pubblicitarie di Elvis tratte dal film furono usate da Andy Warhol per creare diverse opere d'arte: "Double Elvis," "Triple Elvis," e "Elvis 11 Times".

## Colonna sonora
Le canzoni del film: Flaming star, A cane and a high starched collar; altri due brani, Britches e Summer kisses, winter tears, erano previsti per il film ma non vennero inseriti nella colonna sonora.
Flaming star venne pubblicata all'epoca sull'EP "Elvis By Resquest" (LPC 128), che conteneva inoltre Summer Kisses, Winter Tears; nel 1968 venne incluso nell'album "Elvis Sings Flaming Star". Una versione alternativa la si ascolta sulla raccolta "Yesterday, Today and Forever" (pubblicata nel 2002). Una prima versione del brano era intitolata Black star che avrebbe dovuto verosimilmente essere anche il titolo del film; la si ascolta sulla raccolta "Collectors Gold", pubblicata nel 1991.
A cane and a high starched collar venne pubblicata solo nel 1976 sulla raccolta "Elvis: A Legendary Performer Volume 2" (CPL 1349).
Nel 1995 la colonna sonora venne ricostruita e pubblicata sul CD "Flaming Star & Wild In The Country & Follow That Dream" (serie Double Feature); i brani sono: Flaming Star, Summer Kisses Winter Tears, Britches, A Cane And High Starched Collar, Black Star (prima versione di Flaming star), Summer Kisses Winter Tears (versione del film), Flaming Star (versione dei titoli di coda).
I quattro editi con relative versioni alternative vennero pubblicati su CD nel 2012 sulla raccolta "The Wild In The Country & Flaming Star Sessions".